# Анджей Кремер
Андже́й Стані́слав Кре́мер (пол. Andrzej Stanisław Kremer; 8 серпня 1961, Краків, Польща — 10 квітня 2010, Смоленськ, Росія) — польський юрист, дипломат, заступник міністра закордонних справ Польщі.

## Біографія
Закінчив у 1984 році факультет права і адміністрації Ягеллонського університету. В 1993 році здобув докторський ступінь у галузі права. У 1983 році був науковим співробітником Інституту історії та права, у 1989 році — Департаменту римського права в Університеті Бохума (Німеччина). Працював доцентом у Департаменті римського права на Ягеллонського університету. Він був автором наукових статей з римського права, дипломатичного і консульського права та міжнародного публічного права.
Починаючи з 1991 року в Міністерстві закордонних справ. Був віце-консулом в Гамбурзі, потім — директор консульського відділу польського посольства в Бонні. З 1998 по 2001 рік обіймав керівні посади в департаментах міністерства, після чого він був призначений генеральним консулом у Гамбурзі.
10 березня 2008 року став заступником міністра в Міністерстві закордонних справ у ранзі заступника державного секретаря. З 27 листопада 2009 року входив до складу правління Польського інституту міжнародних справ.
Загинув у авіакатастрофі під Смоленськом 10 квітня 2010.